# Ergasilus
Ergasilus es el género más conocido de la familia Ergasilidae, y uno de los copépodos parásitos más frecuente en peces de agua dulce, salobre y marina.

## Características
Tanto las fases larvarias como los adultos pueden nadar libremente, forman parte del zooplancton, sólo las hembras adultas son parásitas.
La longitud total del cuerpo de la hembra es de alrededor de 1 mm, la del macho se desconoce. Su cuerpo se divide en cefalotórax y abdomen. En el cefalotórax poseen  un par de antenas, cortas y recubiertas por pelos sensoriales, y un par de anténulas, largas y con forma de gancho en el extremo. Cuentan con un solo ojo en posición central  y con 4 pares de apéndices, estando el primero situado al final del cefalotórax y al comienzo del abdomen. El resto de los apéndices se localizan en el abdomen anteriores al telson. Los sacos ovígeros sobresalen posteriormente en las hembras.

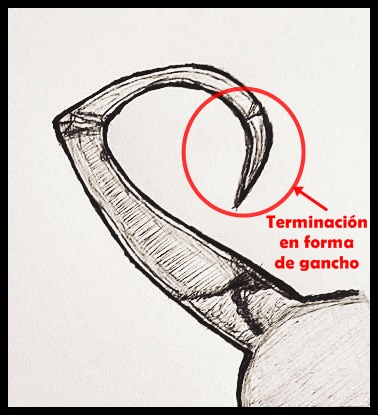
Anténula de Ergasilus

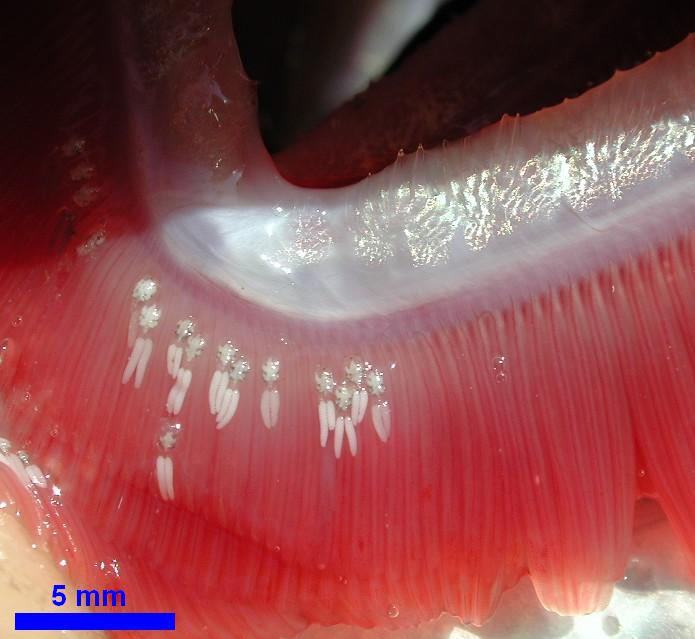
Hembras de Ergasilus en filamentos branquiales.

## Biología y ecología
Las hembras son ectoparásitos, pueden encontrarse en la piel, aletas y branquias de sus hospedadores, mayoritariamente en los filamentos branquiales.
Algunas especies abrazan al filamento branquial y otras, como E. colomeus, insertan el tercer segmento de las antenas en un filamento branquial del hospedador, lo que conduce a necrosis.
Se alimentan regularmente de sangre, mucus y epitelio branquial, liberando enzimas proteolíticas que facilitan la digestión externa.
Ninguna especie de Ergasilus es muy específica a la hora de fijarse  a su hospedador, por ello, tienen  una amplia gama de hospedadores (eurixenos) así como una gran distribución a nivel mundial.  Pueden hallarse en: anguilas, arenques, eperlanos, espinosos, percas, peces espátula, peces luna, y un amplio etc.
Cuando el número de parásitos en el hospedador es elevado pueden causar morbilidad e incluso mortalidad. Además de ello, Ergasilus también puede actuar vehiculizando a otros patógenos. 
El lugar donde se fija la hembra puede ser una puerta de entrada para bacterias y hongos.

## Ciclo de vida
Ergasilus tiene un ciclo de vida similar al de los restantes copépodos. El apareamiento tiene lugar en el agua, y seguidamente los machos mueren.
Las hembras se fijan a un pez y, tras ello, comienzan a alimentarse. El número de huevos difiere según la especie, el estado y edad de la hembra oscilando de 20 a 100 huevos por saco. 
El tiempo de eclosión de las crías vendrá determinado por la temperatura, siendo sólo de entre 3 y 6 días a temperatura óptima, las larvas caen al agua.

## Especies
El género Ergasilus contiene alrededor de 180 especies, algunas de las más conocidas son las siguientes:
- Ergasilus anchoratus  (Markevich, 1946)
- Ergasilus arthrosis (L. S. Roberts, 1969)
- Ergasilus auritus (Markevich, 1940)
- Ergasilus celestis (J. F. Müller, 1937)
- Ergasilus centrarchidarum (Wright, 1882)
- Ergasilus cerastes (L. S. Roberts, 1969)
- Ergasilus chautauquaensis (Fellows, 1887)
- Ergasilus clupeidarum (S. K. Johnson & W. A. Rogers, 1972)
- Ergasilus cotti (Kellicott, 1892)
- Ergasilus cyprinaceus (W. A. Rogers, 1969)
- Ergasilus elongatus (C. B. Wilson, 1916)
- Ergasilus funduli (Krøyer, 1863)
- Ergasilus gibbus (Von Nordmann, 1832)
- Ergasilus labracis (Krøyer, 1863)
- Ergasilus lanceolatus (C. B. Wilson, 1916)
- Ergasilus luciopercarum (Henderson, 1926)
- Ergasilus manicatus (C. B. Wilson, 1911)
- Ergasilus megaceros (C. B. Wilson, 1916)
- Ergasilus mugilis (Vogt, 1877)
- Ergasilus nerkae (L. S. Roberts, 1963)
- Ergasilus rhinos (Burris & G. C. Miller, 1972)
- Ergasilus sieboldi (Von Nordmann, 1832)
- Ergasilus tenax (L. S. Roberts, 1965)
- Ergasilus turgidus (Fraser, 1920)
- Ergasilus versicolor (C. B. Wilson, 1911)

## Signos en el hospedador
En los peces parasitados por Ergasilus se pueden observar una serie de signos:
- Manchas blancas en las branquias.
- Pérdida de apetito.
- Hemorragia en las aletas.
- Hiperplasia branquial.
- Crecimiento deficiente.
- Jadeos u otros signos de dificultad respiratoria.
- Nadan cerca de la superficie.
- Se agrupan cerca de las tomas de agua.
- Rascarse o frotarse.

Mediante la observación de sus filamentos branquiales, piel y aletas, se determinará, finalmente, la presencia del parásito.

## Problemas en piscicultura
Se pueden encontrar Ergasilus en peces silvestres o en estanques de cría. Si hay una gran proliferación en los segundos, el parásito puede debilitarlos o incluso matarlos, ocasionando considerables problemas económicos en piscifactorías. Para evitarlo, se han establecido diferentes sistemas de control y lucha.

### Lucha
Los tratamientos contra Ergasilus pueden realizarse en los tanques o estanques de cría, o en tanques alternativos que contengan sólo a los peces afectados. Algunos son:
1. Empleo de Lice-Solve (Mectinsol), se disuelven 4 g/1000l. El agua debe estar bien oxigenada mientras se lleva a cabo el tratamiento. Se deja actuar durante 12 horas y se cambia el agua. El tratamiento se repite durante un mes para acabar con todos los huevos y, posteriormente, se realizará una vez al año para controlar la reaparición del parásito.
2. Dilución de 10 mg/l de permanganato potásico durante 20-30 minutos en tanques con peces afectados, o de 2 mg/l en tanques con la totalidad de los peces.
3. Adición de triclorfón: 0,25 mg/l en tanques o 0,5 mg/l en estanques de forma prolongada.[5]
4. Baños continuos en NaCl(10 g/l) durante 3 días.[5]

### Control
Como medidas de prevención podemos:
- Realizar una cuarentena y un tratamiento profiláctico previo a la introducción de las especies en los tanques o estanques de cría.
- Mejorar la calidad del agua.
- Disminuir la densidad de peces.
- Emplear alimentos de alta calidad.